# Mask Girl
Mask Girl (Maseukeugeol) är en sydkoreansk drama- och komediserie från 2023 som hade premiär på strömningstjänsten Netflix den 18 augusti 2023. Första säsongen består av sju avsnitt. Serien är baserad på en tecknad webbserie med samma namn.

## Handling
Serien kretsar kring Kim Mo-mi som dagtid är helt vanlig kontorsarbetare. På kvällarna agerar hon som internetkaraktär och bär då en mask för att inte bli igenkänd.

## Rollista (i urval)
- Go Hyun-jung - Kim Mo-mi
  - Nana - Kim Mo-mi
- Ahn Jae-hong - Joo Oh-nam
- Yeom Hye-ran - Kim Kyung-ja
- Choi Daniel
- Lee Jun-young